# Jesidischer Friedhof Hesen Begê
Der Jesidische Friedhof Hesen Begê (kurmandschi Goristana Hesen Begê) ist ein über 300 Jahre alter jesidischer Friedhof im Südosten der Türkei.

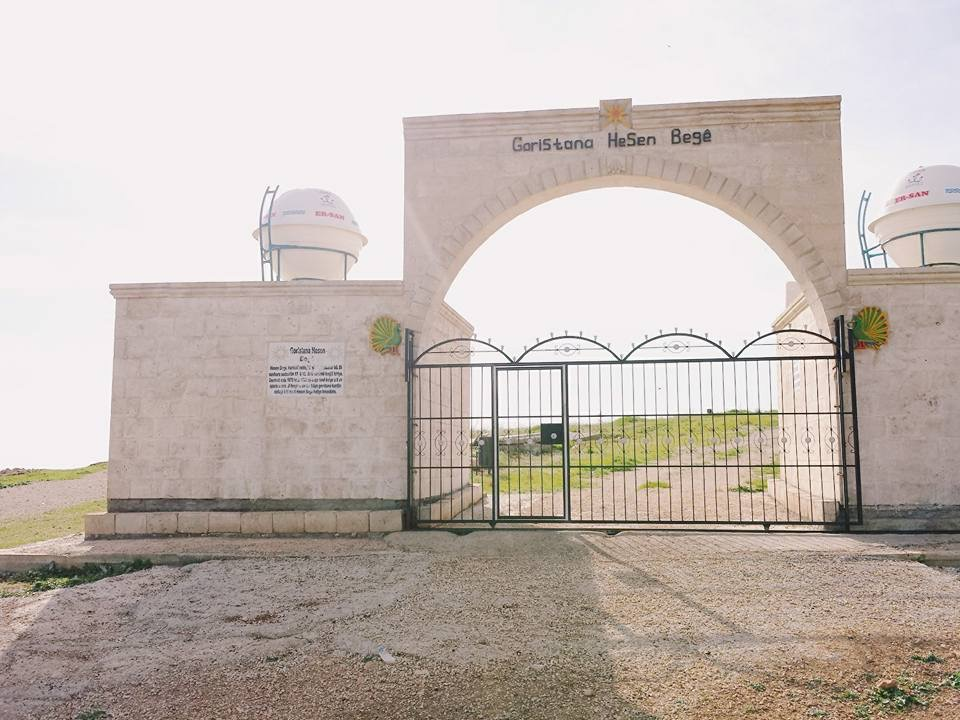
Der Eingang zum jesidischen Friedhof Hesen Begê

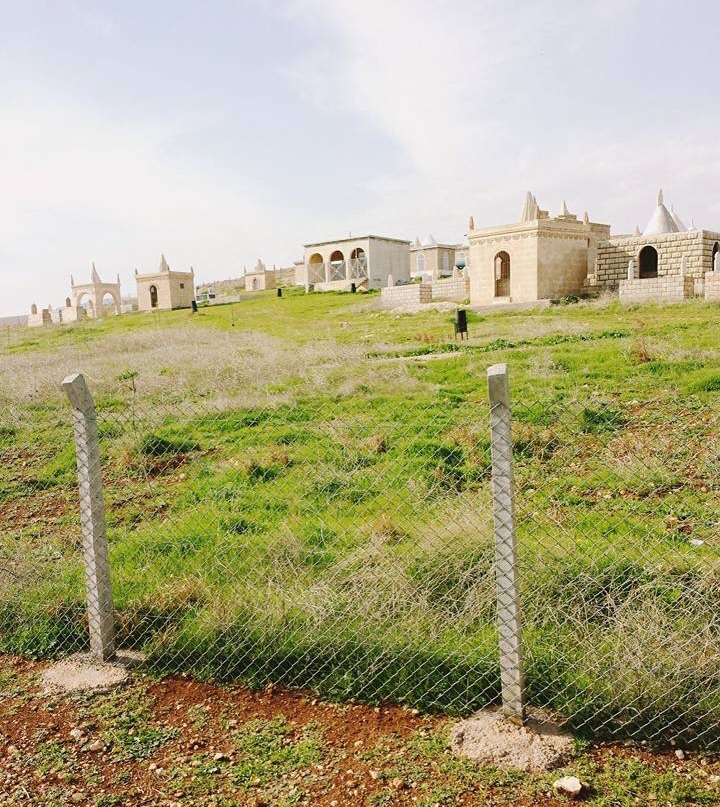
Jesidische Gräber auf dem Friedhof Hesen Begê

## Geschichte
Im März 2020 wurden Grabsteine auf dem Friedhof von Unbekannten zerstört.

## Lage
Der Friedhof liegt ca. 1,5 km nördlich von Çilesiz (Mezrê) und ca. 1 km westlich von Mağaracık (Xanik), sowie ca. 2,5 km südöstlich von Güneli (Geliyê Sora).

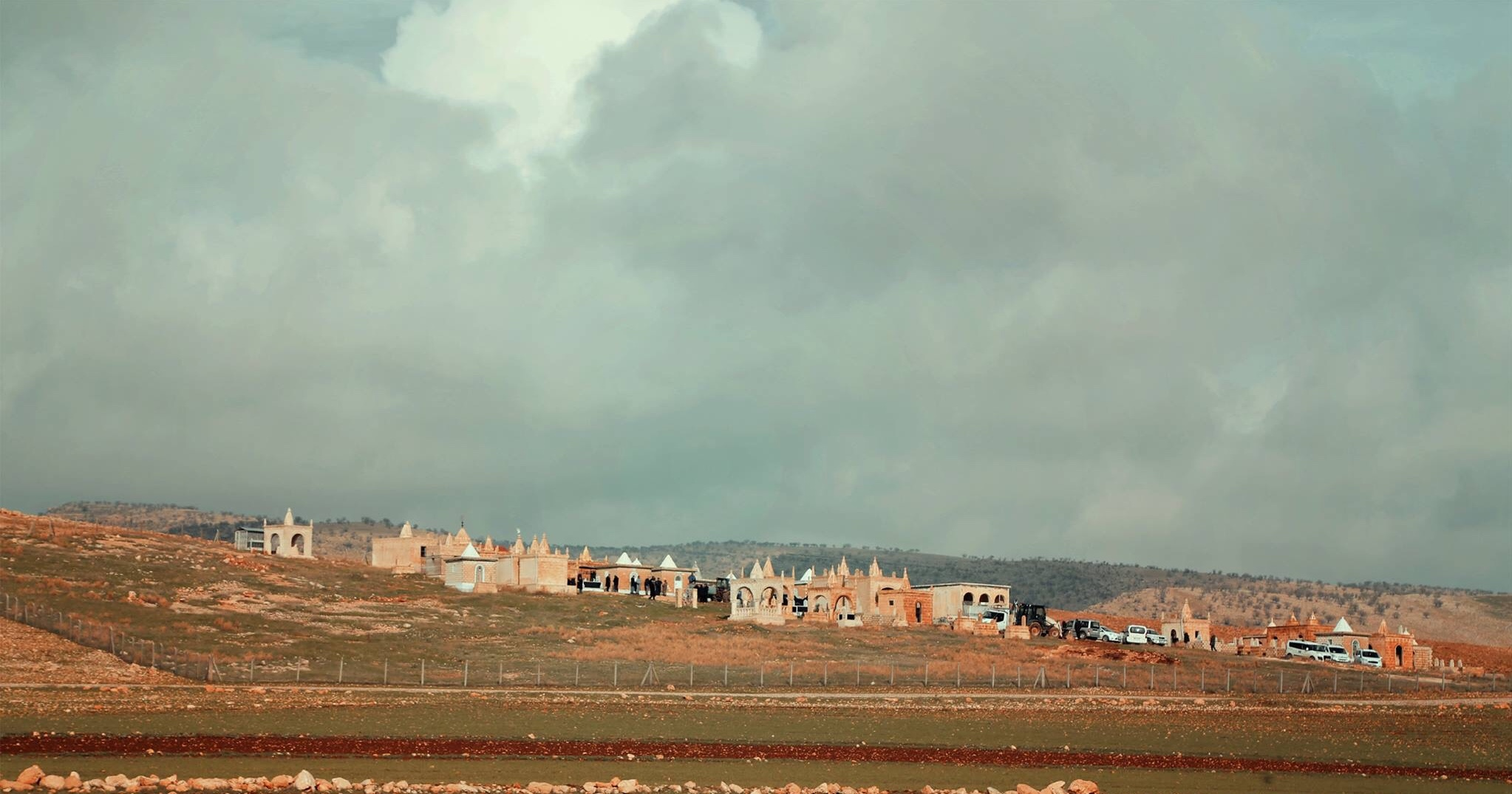
Weiterer Blick auf dem Friedhof Hesen Begê